# Wilhelm von Spruner
Wilhelm von Spruner ( 1805 - 1874 ) fue un botánico y explorador alemán.
Realizó varias expediciones botánicas a Grecia. Su herbario se conserva en la Universidad de Tubinga

## Honores

### Eponimia
Especies
- (Apiaceae) Bupleurum sprunerianum Hampe[2]
- (Asteraceae) Centaurea spruneriana Halácsy[3]
- (Brassicaceae) Alyssum spruneri Jord. & Fourr. 1868
- (Fabaceae) Astragalus sprunerianus Bunge[4]
- (Fabaceae) Trigonella spruneriana Boiss.[5]
- (Iridaceae) Crocus spruneri Boiss. & Heldr. 1846
- (Orchidaceae) Ophrys spruneri Nyman 1855

- La abreviatura «Spruner» se emplea para indicar a Wilhelm von Spruner como autoridad en la descripción y clasificación científica de los vegetales.[6]